# 大煩惱地法
大煩惱地法，佛教阿毘達摩術語，為心所的分類方法之一，由說一切有部提出。大煩惱地法為與染污心相伴升起的心所，會帶來煩惱。《界身論》與《品類論》列出十項，合稱十大煩惱地法；《俱舍論》則只舉出其中六項，稱六大煩惱地法。

## 概論
大煩惱地法是個複合名詞，由煩惱（kleśa）與大地法（mahā-bhūmika）兩個名詞組成。字面意義為帶來煩惱的大地法，是只會與染污心相應而起的心所。

### 十大煩惱地法
《界身論》中舉出十大煩惱地法，《品類論》、《大毗婆沙論》與《雜阿毘曇心論》也都採納這個說法。
1. 不信
2. 懈怠
3. 失念
4. 心亂
5. 無明
6. 不正知
7. 非理作意
8. 邪勝解
9. 掉舉
10. 放逸

《大毗婆沙論》認為，大地法中的念、慧、三摩地、作意、勝解五者，與大煩惱地法的忘念、不正知、心亂、非理作意、邪勝解，其定義有重複之處；主要差別在於，大地法通於染污與不染污，大煩惱地法只有染污。

### 六大煩惱地法
《俱舍論》列六法，只採納其中的癡、放逸、懈怠、不信、掉舉等五者，認為失念、心亂、不正知、非理作意、邪勝解這五者應列在大地法中，又將大有覆無記地法中的惛沈併入於此，認為惛沈通於一切煩惱，應列在大煩惱地法中。
1. 癡（無明）
2. 放逸
3. 懈怠
4. 不信
5. 掉舉
6. 惛沈